# Masonería y leyes noájidas
La masonería y las leyes noájidas no están directamente relacionadas, aunque comparten algunos principios morales. La masonería se considera como "la resurrección de la religión noaquita" la cual tendría como base el respeto de las leyes entregadas a Noé, considerado como el primer constructor y patriarca masónico. Las leyes noájidas, por otro lado, son un conjunto de preceptos éticos y morales que según el judaísmo y noajismo se consideran universalmente aplicables a todos los descendientes de Noé, es decir a toda humanidad.

## La religión noaquita y las leyes de Noé
En la masonería, propiamente en la masonería de los constructores, se hace mención una religión antigua, denominada como «noaquita», la cual tiene relación con el patriarca Noé, quien es denominado como "un constructor en madera", siendo este un término muy utilizado en la literatura masónica del siglo XVIII para referirse a los masones.

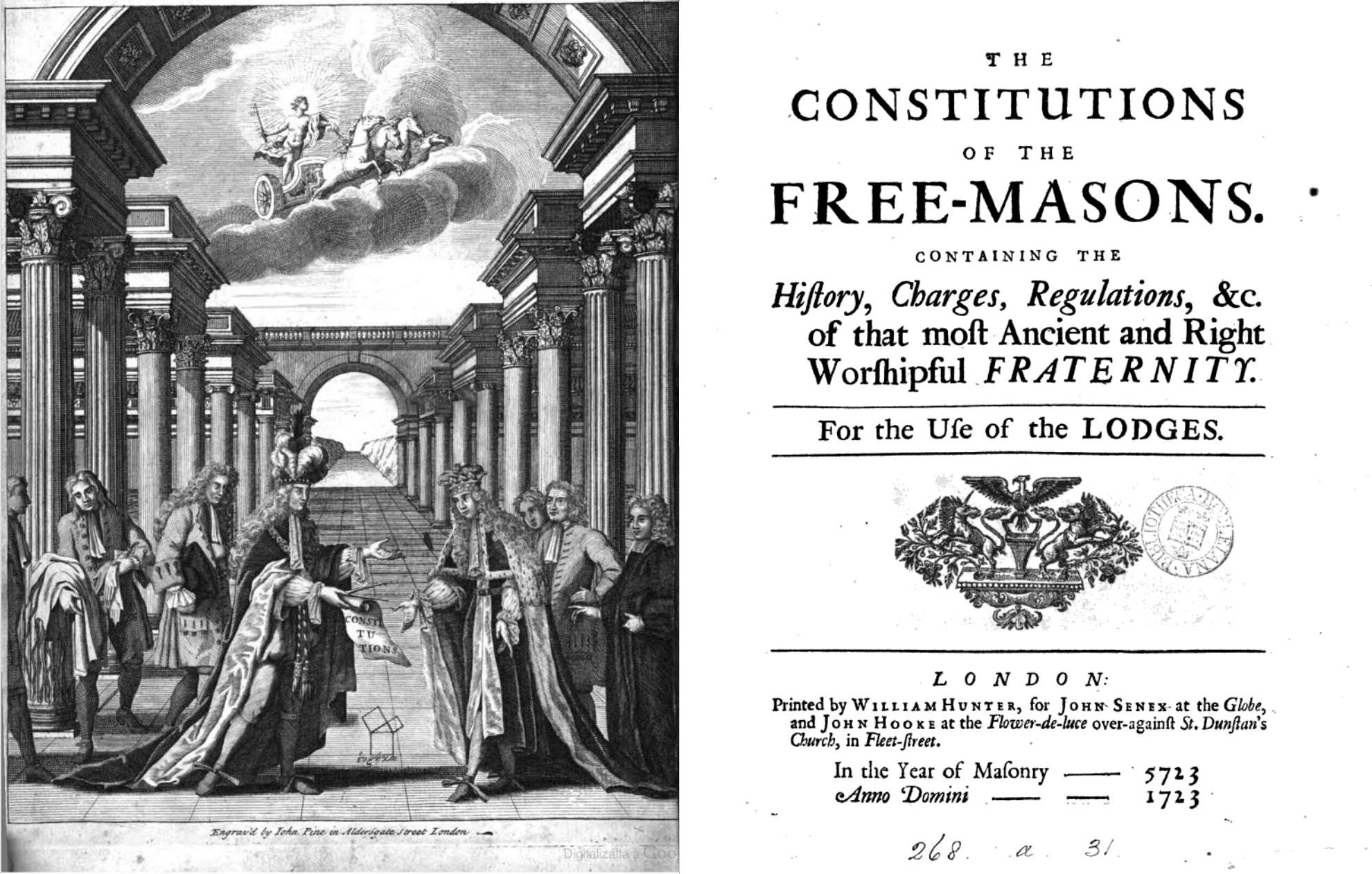
Constituciones de Anderson, 1723

El patriarca masónico (Noé) es mencionado por James Anderson en las Constituciones de los francmasones, tanto en la primera versión de 1723 como en el documento de 1738. En la edición de 1723 sostiene que el masón debe observar la ley moral “como un verdadero descendiente de Noé”. Se supone que ése fue “el primer nombre de los masones, según algunas tradiciones antiguas”, y que todos los hombres coinciden en “los tres grandes artículos de Noé”, haciendo referencia a las tres primeras leyes de Noé, de las siete conocidas: no matar, no robar y no adorar falsos dioses. Por otra parte, en la versión revisada de 1738, se llega a afirmar que “un masón está obligado por su condición a observar la ley moral, como verdadero Noaquita”.
Por su parte, Lawrence Dermoff, Gran Maestre de la Gran Logia de los Ancient York Masons (1752), consideraba a los términos «masón» y «noaquita» como sinónimos. Se trata de recordar los remotos orígenes de la masonería de los constructores, señalando su indeleble carácter noaquita, carácter afirmado explícitamente en los más antiguos Manuscritos Masónicos (Old Charges), carácter éste definido como fundamental para el desarrollo de la nueva y la última edad que se iniciaba a partir de la alianza establecida entre Dios y los hombres, luego del Diluvio universal.
El texto masónico denominado como York Constitution (926 d. C.), que fue redactado y promulgado por el rey Athelstane de Inglaterra, en un acápite titulado “Las leyes u obligaciones presentadas ante sus Hermanos Masones por el príncipe Edwin” se lee el siguiente artículo: 

“La primera obligación es honrar sinceramente a Dios y obedecer las leyes de los noaquitas, pues ellas son leyes divinas que deben ser obedecidas por todo el mundo. Por tanto, ustedes deben evitar todas las herejías y no pecar contra Dios”.

El erudito masón Andrew Michael Ramsay (1686- 1743), autor del conocido discurso sobre el origen de la Orden, decía:

“La Francmasonería es, realmente, la resurrección de la religión noaquita, aquella del patriarca Noé, la religión anterior a todo dogma que nos permite superar las diferencias y las oposiciones de los distintos credos”.

## Leyes de Noé
Anderson manifiesta en sus Constituciones que todos los hombres coinciden en “los tres grandes artículos de Noé”. haceindo referencia a las tres primeras leyes de Noé, de las siete conocidas: 
1. No matar.
2. No robar.
3. No adorar falsos dioses.

Según opiniones masónicas, "El pacto Noaquita", establecido entre Dios y la humanidad a través del patriarca Noé, es inobjetablemente preabrahámico; por tanto, anterior al judaísmo, al cristianismo y al islam. De este modo, la Masonería, o más propiamente la masonería de los constructores, dado que el propio Noé era un constructor en madera, es claramente más antigua y tiene prelación sobre las religiones abrahámicas. No obstante, considera que el judaísmo conserva claramente la conciencia de este "código aplicable a todo el mundo",  como dice la York Constitution antes mencionada. Este concepto de «código aplicable para todo el mundo» es similar al concepto de las leyes noájidas. Aunque según el judaísmo rabínico, las leyes noájidas son siete según consta en el Talmud (en Sanedrín 56 a-b) y en el Tosefta (Avodah Zarah 9:4); de igual forma, se considera aplicable para a toda la humanidad, al ser descendientes de Noé tras el Diluvio Universal.